# Интраоперативне аритмије
Интраоперативне аритмије се дефинишу као поремећаји срчане фреквенције, ритма или спровођења који могу бити смртоносни (изненадна срчана смрт), симптоматски (пресинкопа, синкопа, вртоглавица или палпитације) или асимптоматски. Хирургија и анестезија изазивају стресни одговор оперисаног пацијента који се карактерише повећаном симпатичком и хормоналном активношћу. која може довести до појаве аритмија, које карактерише разноврсност механизама настанка и бројност. И зато појава интраоперативних аритмија има велико клиничко значење у анестезији и хирургији.
На основу досадашњих истраживања,  срчане аритмије и сметње спровођења најучесталији су  кардиоваскуларни поремећаји код пацијената који пролазе кроз некардијалну и кардијалну хирургију. Учесталост аритмија је различита у зависности од дефиниције аритмија, карактеристика пацијента, модалитета мониторинга и врсте хируршке процедуре.

## Етиологија
У етиолошком смислу срчане аритмије карактерише полиморфизам, што значи да бројни и разноврсни фактори могу допринети њиховом настанку. 
Срчане аритмије и сметње спровођења су најучесталији оперативни кардиоваскуларни поремећаји у  некардијалној и и кардијалној хирургији. На њихову учесталост утичу карактеристика
пацијента, модалитет  мониторинга и врсте хируршке процедуре.
Морбидитет
Инциденца интраоперативних аритмија варира од 16,3% до 61,7% код болесника са повременим ЕКГ мониторингом, до 89% код болесника са континуираним Холтер мониторингом у некардијалној хирургији, а код болесника подвргнутих кардијалној хирургији учесталост је већа од 90%.
Највише аритмија се догоди интраоперативно (94,7%) код болесника у општој анестезији, а најчешћи доприносећи фактор је људски фактор (72,4%) гдје предњачи недостатак искуства.

### Подела етиолошких фактора
Сви познати етиолошки фактори интраоперативних аритмија могу се поделити у неколико група:
- фактори од стране пацијента
- анестезиолошки фактори и
- хируршки фактори.[20]

| Фактори                            | Крактеристике |
| ---------------------------------- | --- |
| Претходна срчана обољења           | Болесници са обољењима (нпр исхемијом миокарда) имају много већу инциденцу аритмија од пацијената без познатог срчаног обољења. Такве артитмије су смртоносније код пацијената са придруженом срчаном патологијом. |
| Пратеће болести                    | Пратећа обољења (коморбидитет) која су честа код старије популације често могу повећати ризик од срчаних аритмија током хируршке интервенције и искомпликовати срчани третман. Најчешћа пратећа обољења су: Болести плућа — које због хипоксемије, хиперкапније, ацидоза могу повећати дисајни рад и довести до даљег погоршања ионако компромитованог кардиопулномалног система. Шећерна болест — посебно код старијих пацијента повећава шансу да развију срчану инсуфицијенцију од оних без дијабетеса и поред третмана са АЦЕ инхибиторима. Јер повећава сумњу на артеријску коронарну болест која се са исхемијом миокарда чешће јавља код дијабетичара. Хронично оштећење бубрега — са повећаном или сниженом гломеруларном филтрацијом повећавају ризик за постоперативних срчаних аритмија, срчане слабосте и повећање морбидитета и морталитета у поређењу са болесницима без бубрежне болести. Једна велика студија је показала да су преоперативне вриједности креатинина веће од 2 мг/дЛ један значајан и независан предиктор ризика од срчаних компликација послије великих некардијалних операција. Хематолошки поремећаји — као нпр. анемија могу да утичу на кардиоваскуларни систем и доведу до погоршања исхемије срца, срчане инсуфицијенције и појаве срчаних аритмија. Хипертензија — нарочито она која је слабо контролисана повезана је са повећаном инциденцом исхемије, дисфункције леве коморе, срчаних аритмија и можданог удара. |
| Болести централног нервног система | Болесници са интракранијалним обољењима, нарочито субарахноидалнoм хеморагијом често имају ЕКГ поремећаје као што су промене QТ интервала, развој Q таласа, промене ST сегмента и појава U таласа. |
| Старост                            | Старење изазива дегенеративне промене у преткоморској анатомији и праћено је релативним променама у атријалној патологији. Постоперативна АФ је чешћа компликација у старијих пацијената подвргнутих торакалној хирургији. Повреде симпатичких влакана срчаног плексуса и претходне промјене електричне дражи предиспонирају појави АФ. |

| Фактори                               | Крактеристике |
| ------------------------------------- | --- |
| Трахеална интубација                  | Ова интервенција је један од најчешћих узрока аритмија током индукције као и током интраоперативног периода и најчешће је повезана са хемодинамском нестабилношћу.стр. 23-24 |
| Општи анестетици                      | Лекови који се употребљавају за индукцију, одржавање и поништавање опште анестезије нису примарно аритмогени, али аритмије могу настати због различитих тригерираних агенаса и клиничких ситуација генерисаних хиперкатехоламинемијом као што је плитка анестезија са хипертензијом и тахикардијом, хиповолемија, хиперкарбија, егзогено унијети адреналин и аминофилин. Халотан и енфлуран изазивају аритмије нарочито кружним механизмом. |
| Локална анестезија                    | регионална анестезија, нарочито епидурална која изазива регионалну блокаду неуроаксиса може бити повезана са фармаколошком симпатектомијом доводећи до доминације парасимпатикуса узрокујући брадикардије које могу бити од благих до веома тешких облика. |
| Електролитни и ацидо-базни поремећаји | Поремећаји гасова у крви као што су хиперкарбија и хипоксија и поремећаји електролита производе аритмије кружним механизмом или алтернативном фазом деполаризације спроводног система срца. Хипо/хиперкалемија такође може изазвати аритмије. |
| Централни венски катетери             | При пласирању катетера централне вене због притиска прстима и рефлексне стимулације синуса каротикуса или инсерције ЦВК у десну преткомору могу јатрогено настати аритмија. |

| Фактори                | Крактеристике |
| ---------------------- | --- |
| Кардијална хирургија   | Хируршке манипулације као што су повлачење срца током рада на срцу које ради, канулација вена или стављање шавова на срцу могу изазвати аритмије. Оне се могу појавити и након скидања аортне клеме када се миокард опоравља од исхемијског инзулта и враћа у синусни ритам. |
| Некардијална хирургија | Вагална стимулација због тракције перитонеума или директни притисак на нерв вагус у току хирургије каротида може изазвати брадикардију, АВ блокове или чак асистолију. Дентална хирургија изазива дубоку стимилацију симпатикуса и парасимпатикуса).                         |

## Облици
Најчешћи облици интраоперативних аритмија на глобалном нивоу су, у:
- 7,6% случаја суправентрикуларне аритмије
- 4,1% случаја атријална фибрилација
- 3,7% случаја суправентрикуларна тахикардија без видљивих P таласа.

Ове аритмије углавном су биле повезане са:
- врстом хируршке процедуре,
- историјом суправентрикуларних аритмија,
- значајном валвуларном болести при физикалном прегледу,
- историјом астме,
- преткоморским екстрасистолама на ЕКГ-у,
- АСА скору 3 или 4
- већом стопом смртности,
- дужим боравком у јединици интензивног лечења и продуженим боравком у болници.[26]

## Значај
Како интараоперативне аритмије представљају једну од најзначајнијих кардиоваскуларних компликација код операција које се изводе у општој анестезији, и њихова учесталост је у непосредној вези са повећаним ризиком од смртног исхода. Да би се овај ризик смањио на најмању могућу меру,  и обезбедила ефикасна примена превентивних мера са последичним побољшањем како здравствених, тако и економских исхода лечења хируршких пацијената. треба: 
- продужити боравк пацијената у јединицама интензивног лечења,
- повећати дужину трајања болничког лечења,
- детаљно познавати узрочности ових поремећаја